# Tin Machine
Tin Machine foi um grupo de hard rock formado em 1988, idealizado pelo músico David Bowie e o guitarrista Reeves Gabrels. Completavam a formação Tony Sales e Hunt Sales. Após dois álbuns de estúdio, Tin Machine (1989) e Tin Machine II (1991), em 1992 o grupo se desfez com uma turnê chamada It's My Life Tour, que rendeu seu último álbum, que era ao vivo, Tin Machine Live: Oy Vey, Baby.

## Discografia
- Tin Machine (1989)
- Tin Machine II (1991)
- Tin Machine Live: Oy Vey, Baby (1992)